# Nineta gevnensis
Nineta gevnensis is een insect uit de familie van de gaasvliegen (Chrysopidae), die tot de orde netvleugeligen (Neuroptera) behoort. 
Nineta gevnensis is voor het eerst wetenschappelijk beschreven door Canbulat & Kiyak in 2003.